# معركة شقندة
معركة شقندة وقعت بالأندلس عام 130 هـ (747) بين يوسف بن عبد الرحمن الفهري وحلفائه من القبائل القيسية بقيادة الصميل بن حاتم، وبين والي الأندلس السابق أبو الخطار الكلبي وحلفائه من القبائل اليمانية وانتهت بانتصار الفهري ومن معه من القيسية على القبائل اليمانية ومَقتل أبو الخطار الكلبي.

## أسباب المعركة
طلب أهل الأندلس من صاحب إفريقية حنظلة بن صفوان عاملًا يجمع كلمتهم، إذ كانت الكلمة مفترقة، والقتل ذريعًا، ولا يأمنون تغلب العدو بالشمال عليهم؛ فأرسل إليهم أبو الخطار الكلبي، واجتمع على أبي الخطار أهل الشام وعرب البلد، ودانت له الأندلس، ثم أنه أمّن ابني عبد الملك بن قطن الفهري الوالي القديم للأندلس، وأنزل أهل الشام في الكور، وتعصب لليمانية، واعتزل قبائل قيسا المضرية؛ فكان ذلك سبب توثب الصميل بن حاتم عليه مع قيس ومضر، بعد أن ولي سنتين .

## ذكر الصميل بن حاتم ومعركة شقندة
قيل في كتاب بهجة النفس : «كان الصميل بن حاتم هذا جده شمر بن ذي الجوشن قاتل الحسين  وهو من أهل الكوفة؛ فلما تمكن منه المختار بن أبي عبيد الثقفي  قتله، وهدم داره؛ فارتحل ولده من الكوفة، وصاروا بالجزيرة؛ ثم صاروا في جند قنسرين، فرأس الصميل بالأندلس، وفاق بالنجدة والسخاء، فاغتم أبو الخطار به وكان أبو الخطار واليًا للأندلس؛ فدخل الصميل على أبو الخطار يومًا، وعنده الجند؛ فأحب كسره فأمر عليه، فشتم ولكز فخرج الصميل مغضبًا وأتى داره ثم بعث إلى خيار قومه من القيسية؛ فشكا إليهم ما لقى؛ فقالوا: نحن تبع لك! فقال: والله ما أحب أن أعرضكم للقضاعية ولا لليمانية! ولكني سأتلطف، وأدعو إلى مرج راهط وأدعو بنو لخم وجذام (قبيلة)، وتقدم رجلًا يكون له الاسم ولنا الحظ، فكتبوا إلى ثوابة بن سلامة الجذامي من أهل فلسطين؛ ثم وفدوا عليه فأجابهم، وأجابتهم لخم وجذام. فبلغ ذلك أبا الخطار فغزاهم؛ فلقيه ثوابة، وأسره، وسار ثوابة حتى دخل قصر قرطبة، وأبو الخطار معه في قيوده، ثم إنه أفلت .
ثم ولي ثوابة سنتين. ولما ولي ثوابة سنة 128 هـ، استجاش أبو الخطار اليمانية، ودعاهم للنصرة على المضرية؛ فاجتمع له إنذاك حفل وعسكر ضخم، وأقبل إلى قرطبة؛ فخرج ثوابة بن سلامة إلى لقائه. فافترق الناس عن أبي الخطار، ونفروا عن تلقائه. وتوفي إثر ذلك ثوابة في السنة المذكورة.
فلما توفي ثوابة، عادت الحرب إلى ما كانت عليه؛ فأرادت اليمن أن تعيد أبا الخطار؛ فأبت ذلك قيس ومضر مع الصميل؛ وتشاكس الفريقان. وأقامت الأندلس أربعة أشهر من غير والٍ، إلا أنهم قدموا عبد الرحمن بن كثير اللخمي للنظر في الأحكام .
لما تفاقم الأمر، وكثر الاختلاف بين أهل الأندلس، تراضوا واتفقوا على تولية يوسف بن عبد الرحمن الفهري، وعلى أن يدعو ليحيى بن حريث كورة رية؛ فتركت له طعمة. وقد كانت قضاعة اجتمعت قبل ذلك، وقدموا على أنفسهم عبد الرحمن بن نعيم الكلبي؛ فجمع مائتي راجل وأربعين فارسا؛ فبيت القصر بقرطبة، وقاتل الأحراس، وهجم على السجن؛ فأخرج أبا الخطار، وهرب به إلى لبلة؛ فأقام في بنو كلب؛ فمنعوه، ولم يحدث شيئا حتى اجتمع الناس على يوسف. فلما استقام له الأمر، غدر يحيى بن حريث، وعزله عن كورة رية؛ فغضب ابن حريث، وكاتب أبا الخطار حينا. فقال أبو الخطار: أنا الأمير المخلوع! فأنا أقوم بالأمر! وقال ابن حريث: بل أنا أقوم به، لأن قومي أكثر من قومك! فلما رأت جذام ما يدعو إليه ابن حريث، قدموه وأجابوه؛ فأصفقت يمن الأندلس بكل قبائلها بنو حمير وكندة (قبيلة) على تقديمه والطوع له، وانحازت مضر وربيعة إلى يوسف بقرطبة. وأقبلا حتى نزلا شقندة.
وكان الصميل مع يوسف الفهري، وهو الذي سأله الناس أن ينظر لهم في والٍ يلي عليهم، لشغل أمير المؤمنين مروان بن محمد بالمشرق عنهم وبعده عنهم. فاختار لهم يوسف بن عبد الرحمن بن حبيب بن أبي عبدة بن عقبة بن نافع الفهري؛ وكان يومئذ بالبيرة؛ فرضيه الناس كما ذكرنا. ووقع اختلاف بعد ذلك في أمره بين مضر واليمن؛ فانضوت اليمن إلى أبي الخطار، من جميع البلاد والأقطار، وزحف بهم إلى يوسف الفهري بقرطبة؛ فكره يوسف الفتنة، وخاف البغضاء والشحناء. فنزل الصميل بن حاتم بالمحلات، وشك السلاح والآلات؛ وأقبل أبو الخطار بمن معه، ونزل موضعه؛ فالتقت بشقندة الفئتان قيس ويمن، وتصادمت الفرقتان؛ فلا تسمع إلا صهيلا وصليلا، ولا ترى إلا قتيلا، حتى تكسرت الخطية وتفللت المشرقية، والتفت، وانضمت الأعناق إلى الأعناق؛ فلم يعهد حرب مثلها في المسلمين، بعد حرب الجمل وصفين، إلى أن انهزمت اليمانية مع أبي الخطار بعد حين. وهرب أبو الخطار، وركب ظهر الفرار؛ واستتر في رحى للصميل هنالك؛ فظفر به وقتل إذ ذلك. فرأس الصميل بن حائم في الناس، وشهر بالنجدة والبأس؛ وصرف يوسف الفهري إليه الأمور، وأوقف عليه الرياسة والتدبير. فكان ليوسف الاسم، وللصميل الرسم.»

## مقتل أبي الخطار
ولما أخذ أبو الخطار، وأرادوا قتله، قال: «ليس على فوت!، ولكن دونكم ابن السوداء! - يعني ابن حريث -»، فدل عليه، وقتلا جميعا. وكان ابن حريث يقول: «لو أن دماء أهل الشام سقيت، لشربتها في قدح!» فلما استخرج من تحت الرحى ليقتل، قال له أبو الخطار: «يابن السوداء! هل بقى في قدحك شيء لم تشربه؟»، ثم قتله وأتى بالأسرى؛ فقعد لهم الصميل، وضرب أعناقهم جميعا.
وولي يوسف عن رضى من عامة الجند من مضر ويمن؛ فصفت له الأندلس بعد يوم شقندة، وخلصت له القلوب والأنفس، وعاد الصميل بن حاتم قائده الأعلى، وقدحه المعلى، يقرب منه ما شاء، ويدفع عنه ما ساءه، إلى أن تمكن بالدولة .